# PCL-181车载155毫米加榴炮
PCL-181型155毫米车载加榴炮（181式车载炮），俗称：181“卡车炮”，是中国人民解放军陆军集团军级炮兵部队装备的自行大口径压制火炮，整车设计紧凑，具有机动性强、火力反应快、打击精度高、信息化水平高等特点，其服役之初也被军迷昵称为“最强卡车炮”，可负担陆军地面攻防作战中火力突击、火力支援、火力封锁等多种作战任务。
PCL-181型155毫米车载加榴炮在2019年中华人民共和国国庆70周年阅兵式上首度公开亮相。

## 研制
随着陆军地面部队武器装备轻型快速化发展趋势，催生了以轮式作底盘的大口径卡车炮的装备。卡车炮可以看作是传统牵引式火炮的机动性方面升级版，可依托公路网进行快速远距离机动，而且相对履带式自行火炮采购和使用费用更低。中国研制成PLZ-05式履带式自行加榴炮列装了解放军的重型机械化部队，但是，对于解放军军改重新编组的以轮式装甲车辆为主的中型合成旅来说，PLZ-05显得太重也会给指挥统一性带来不便，需要一型可以伴随机动为快速反应作战的提供全般火力支援的155毫米车载炮，用于替代老式牵引式火炮。

## 概况
181式车载炮是专门研制的车载155毫米加榴炮，由南理工作为总师单位展开研制。整车重25吨，采用与PLZ-05自行加榴炮相同的52倍径155毫米口径火炮，车体是由中国航天科工万山特种车辆研制的6轮高机动越野底盘。“平头”结构驾驶室正中顶部凹槽容纳行军状态的火炮炮身。车组六人组成炮兵班。整个武器系统除了火炮，还包括有指挥车、侦察车、气象雷达、侦校雷达等。
火炮与底盘采用一体化设计，火炮直接架设在底盘大架上，155口径火炮下架部分以底盘的大梁来承担，承载火炮自重并将火炮发射时的载荷传递到地面，车载炮底盘采用专门设计的可调式液压油气悬挂系统，通过液压油气悬挂下调高度，发射载荷由大梁经过轮胎和驻锄传递到地面，提高了射击稳定性，还具备了在左右一定射界内直瞄射击能力，还能降低火线高度，能方便炮班成员在地面操作火炮。 在越野机动时可提高底盘高度提升通过能力。
181式车载炮拥有一套半自动装填系统，设在炮尾右侧，炮班成员将炮弹与发射药筒装到托弹盘上对准炮膛由输弹装置自动推弹入膛，持续射速达到6~8发每分钟。可使用包括激光制导炮弹、末敏弹等多种弹药，有效打击50-70千米内的目标。车体中部两侧各布置了三十个储弹筒，可随车携带三十发炮弹及发射药筒。
181式车载炮信息化和自动化程度非常高，车载炮的助锄借助于液压机构收放全自动，通常情况下炮班成员可以不必挖助锄坑，不仅减轻了炮班成员的负担，更加有利于进行快打快撤。操作根据人工的干涉程度可以分为全自动、半自动，还有手动工况作为备份。驾驶舱室内装有火控系统的炮长终端，操作终端能够接入炮兵指挥网。通过数据链、卫星定位系统、火控计算机及伺服机构以完成自动操炮，快速完成射角和射向的赋予。
181式车载炮对应的军贸出口型号称为"SH-15型155毫米车载加榴炮"，2018年参加了巴基斯坦IDEAS 2018防务展，2019年6月巴基斯坦与中国北方工业签署合同总价5.12亿美元采购了236门SH-15型车载加榴炮。

## 部署
據官方媒體報導，PCL-181車載155毫米加榴炮已裝備在全國五大戰區。另外據報導，由於2020年與印度爆發邊境衝突，多架PCL-181在西藏部署。2021年2月，至少有18架 PCL-181在新疆軍區服役。

## 型號
PCL-181
中國人民解放軍正式股役型號
SH-15
外銷型號

## 服役
中华人民共和国
- 中国人民解放军陆军
  - 炮兵第71、72、73、74、75、77、80、83、84、85旅
  - 合成第4、6、8、11师火力团
- 中国人民解放军海军
  -  中国人民解放军海军陆战队

截止2022年末，共计35个营，630门
 巴基斯坦
- 巴基斯坦陸軍 - 正式服役儀式在2021年3月15日舉行，據消息人士透露巴基斯坦採購了大約300門加榴炮。[9][10]

 衣索比亞 - 衛星圖像證實至少有32門 SH-15 (PCL-181) 自行榴彈砲抵達埃塞俄比亞。